# Clive Gerard Liddell
Clive Gerard „Jock“ Liddell, KCB, CMG, CBE, DSO (* 1. Mai 1883 in Huddersfield, Yorkshire; † 9. September 1956 in London) war ein britischer General der British Army, der unter anderem zwischen 1939 und 1941 Gouverneur und Oberkommandierender von Gibraltar sowie von 1941 bis 1942 Generalinspekteur für Ausbildung im Kriegsministerium war. Nach seinem Eintritt in den Ruhestand engagierte er sich zwischen 1943 und 1949 als Gouverneur des Royal Hospital Chelsea, ein Altersheim für ausgediente und kriegsinvalide Soldaten der British Army in London.

## Leben
Clive Gerard „Jock“ Liddell begann nach dem Besuch der 1584 gegründeten Uppingham School eine Offiziersausbildung am Royal Military College Sandhurst. Nach deren Abschluss wurde er 1902 als Leutnant (Second Lieutenant) in das Linieninfanterieregiment Royal Leicestershire Regiment übernommen. Nach zahlreichen weiteren Verwendungen als Offizier und Stabsoffizier wurde er während des Ersten Weltkrieges am 3. Januar 1916 als Temporary Lieutenant-Colonel Assistierender Adjutant und Generalquartiermeister (Assistant Adjutant & Quartermaster-General) eines in Frankreich eingesetzten Truppenverbandes der Britischen Expeditionsstreitkräfte BEF (British Expeditionary Force). Danach befand er sich zwischen dem 11. Dezember 1916 und dem 6. Februar 1917 zur besonderen Verfügung im Kriegsministerium (War Office) und war dort vom 7. Februar 1917 bis zum 28. Februar 1919 Assistierender Generaladjutant (Assistant Adjutant General). In dieser Zeit wurde ihm am 23. Oktober 1917 der Brevet-Rang eines Oberstleutnants (Brevet Lieutenant-Colonel) verliehen.
Nach Kriegsende war Liddell zwischen dem 1. März 1919 und dem 30. April 1922 Instrukteur am Staff College Camberley und danach von 1923 bis 1925 stellvertretender Verwaltungsdirektor der British Empire Exhibition, einer von 1924 bis 1925 in Wembley veranstalteten Kolonialausstellung. Ihm wurde am 23. Juni 1923 der Brevet-Rang eines Obersts (Brevet Colonel) verliehen. 1926 wurde er Kommandeur (Commanding Officer) des 1. Bataillons des Royal Leicestershire Regiment und war im Anschluss von 1927 bis 1928 Absolvent des Imperial Defence College (IDC) in London. Am 2. März 1928 wurde er zum Oberst (Colonel) befördert, wobei diese Beförderung auf den 23. Oktober 1921 zurückdatiert wurde. Danach fungierte er zwischen dem 2. März 1928 und dem 15. Juni 1931 als Generalstabsoffizier 1 im Kriegsministerium sowie als Temporary Brigadier vom 16. Juni 1931 bis zum 6. April 1934 als Kommandeur der 8. Infanteriebrigade (8th Infantry Brigade). Dort erfolgte am 30. Dezember 1933 seine Beförderung zum Generalmajor (Major-General).
Nachdem Jock Liddell vom 7. April 1934 bis zum 1. Januar 1935 mit gekürztem Sold (Half-pay) beurlaubt war, war er zwischen dem 1. Januar und dem 26. November 1935 Kommandierender General (General Officer Commanding) der 47. Infanteriedivision (47th (1/2nd London) Division) sowie im Anschluss vom 27. November 1935 bis zum 12. Dezember 1937 Kommandierender General der 4. Infanteriedivision (4th Infantry Division). Danach wurde er am 13. Dezember 1937 als Temporary Lieutenant-General Generaladjutant des Heeres im Kriegsministerium (Adjutant-General to the Forces, War Office) und übte dieses Amt bis zum 30. Juni 1939 aus. Während dieser Zeit erhielt er am 29. Januar 1938 seine Beförderung zum Generalleutnant (Lieutenant-General). Er wurde während seiner langjährigen Laufbahn aufgrund seiner Verdienste Companion des Order of St Michael and St George (CMG) sowie Commander des Order of the British Empire (CBE) und mit dem Distinguished Service Order (DSO) ausgezeichnet. Am 2. Januar 1939 wurde er zum Knight Commander des Order of the Bath (KCB) geschlagen und führte seitdem den Namenszusatz „Sir“.
Als Nachfolger von General Edmund Ironside übernahm Liddell am 11. Juli 1939 den Posten als Gouverneur und Oberkommandierender von Gibraltar und verblieb auf diesem Posten bis zum 14. Mai 1941, woraufhin General John Vereker, 6. Viscount Gort seine dortige Nachfolge antrat. Zuletzt wurde er am 15. Mai 1941 Generalinspekteur für Ausbildung im Kriegsministerium (Inspector-General of Training, War Office) und hatte diese Funktion bis zu seinem Eintritt in den Ruhestand am 1. November 1942 inne. Am 5. September 1941 wurde er zudem zum General befördert, wobei diese Beförderung auf den 6. Februar 1941 zurückdatiert wurde. 1943 löste er General Harry Knox als Gouverneur des Royal Hospital Chelsea ab, einem Altersheim für ausgediente und kriegsinvalide Soldaten der British Army in London, und hatte diese Funktion bis zu seiner Ablösung durch General Bernard Paget 1949 inne.